# Episodi di New Girl (terza stagione)

Immagine dalla sigla utilizzata tra la prima e la terza stagione della serie

La terza stagione della serie televisiva New Girl, composta da ventitre episodi, è stata trasmessa in prima visione assoluta negli Stati Uniti d'America da Fox dal 17 settembre 2013 al 6 maggio 2014.
In Italia la stagione è stata trasmessa in prima visione satellitare da Fox, canale pay della piattaforma Sky, dal 13 febbraio al 31 luglio 2014. In chiaro è stata trasmessa da MTV dal 12 al 27 febbraio 2015.
| nº | Titolo originale   | Titolo italiano                | Prima TV USA      | Prima TV Italia  |
| -- | ------------------ | ------------------------------ | ----------------- | ---------------- |
| 1  | All In             | Fuga d'amore                   | 17 settembre 2013 | 13 febbraio 2014 |
| 2  | Nerd               | Nerd                           | 24 settembre 2013 | 20 febbraio 2014 |
| 3  | Double Date        | Uscita di gruppo               | 1º ottobre 2013   | 27 febbraio 2014 |
| 4  | The Captain        | Capitano                       | 8 ottobre 2013    | 6 marzo 2014     |
| 5  | The Box            | Lo scatolone                   | 15 ottobre 2013   | 13 marzo 2014    |
| 6  | Keaton             | Il mio amico Michael           | 22 ottobre 2013   | 20 marzo 2014    |
| 7  | Coach              | Strip club                     | 5 novembre 2013   | 27 marzo 2014    |
| 8  | Menus              | Cena cinese                    | 12 novembre 2013  | 3 aprile 2014    |
| 9  | Longest Night Ever | La notte più lunga             | 19 novembre 2013  | 10 aprile 2014   |
| 10 | Thanksgiving III   | Il Giorno del Ringraziamento 3 | 26 novembre 2013  | 17 aprile 2014   |
| 11 | Clavado En Un Bar  | La prima volta che...          | 7 gennaio 2014    | 24 aprile 2014   |
| 12 | Basketsball        | Basketsball                    | 14 gennaio 2014   | 1º maggio 2014   |
| 13 | Birthday           | Compleanno al cinema           | 21 gennaio 2014   | 8 maggio 2014    |
| 14 | Prince             | A casa di Prince               | 2 febbraio 2014   | 15 maggio 2014   |
| 15 | Exes               | Amore e amicizia               | 4 febbraio 2014   | 22 maggio 2014   |
| 16 | Sister             | Una sorella ingombrante        | 11 febbraio 2014  | 29 maggio 2014   |
| 17 | Sister II          | Un appartamento per Abby       | 25 febbraio 2014  | 5 giugno 2014    |
| 18 | Sister III         | Prove di convivenza            | 4 marzo 2014      | 12 giugno 2014   |
| 19 | Fired Up           | Licenziato                     | 11 marzo 2014     | 19 giugno 2014   |
| 20 | Mars Landing       | Post sbornia                   | 25 marzo 2014     | 26 giugno 2014   |
| 21 | Big News           | Grandi notizie                 | 15 aprile 2014    | 17 luglio 2014   |
| 22 | Dance              | Accompagnatori perfetti        | 29 aprile 2014    | 24 luglio 2014   |
| 23 | Cruise             | Tutti in crociera              | 6 maggio 2014     | 31 luglio 2014   |

## Fuga d'amore
- Titolo originale: All In
- Diretto da: Max Winkler
- Scritto da: Elizabeth Meriwether

### Trama
Jess e Nick non riescono a varcare la soglia di casa come coppia. Ciò significherebbe mettere alla prova la neonata relazione nella vita quotidiana. Così decidono di scappare e guidando arrivano fino in Messico, dove iniziano a vivere prima in macchina e poi abusivamente in un hotel di lusso, ma vengono scoperti e finiscono nei guai. 
Nel frattempo Schmidt deve prendere un'importantissima decisione: egli infatti deve scegliere tra Cece, la ragazza dei suoi sogni, ed Elizabeth, la fidanzata di gioventù. Le ragazze hanno dato un ultimatum. Ma Schmidt indeciso inganna entrambe, dicendo a Cece di aver scelto lei, e facendo altrettanto con Elizabeth. Disperata, Jess torna al loft per chiedere aiuto ai due amici, per tirare Nick fuori dai guai. Così, Jess, Schmidt e Winston partono per il Messico. Schmidt inizia ad elargire laute mance al personale dell'hotel, per arrivare a Nick. Così facendo, viene rimbalzato di persona in persona fino ad esaurire anche l'ultimo centesimo. Quando finalmente barattano il loro ultimo avere, la macchina usata, per la libertà dell'amico, Nick dichiara di non voler rimpatriare, provando a gettare il passaporto nel tagliacarte. Jess interviene, restaurando i rapporti all'interno del gruppo. Quando i problemi sembrano risolti, il passaporto di Nick viene inavvertitamente triturato dal tagliacarte. Il documento, ormai ridotto in coriandoli, viene ricomposto in modo poco fedele all'originale da Winston, che si giustifica con il guardiano di frontiera Messico/Stati Uniti ammettendo infine di essere daltonico. I quattro amici varcano insieme la soglia di casa.
- Ascolti USA: 5 530 000 telespettatori[6]

## Nerd
- Titolo originale: Nerd
- Diretto da: Fred Goss
- Scritto da: Kay Cannon

### Trama
Jess cerca di socializzare con i suoi nuovi colleghi di lavoro che la evitano e la snobbano, reputandola "stramba". Per aiutarla ad integrarsi nel gruppo di colleghi, Nick invita i tre insegnanti a bere gratis nel pub dove lavora. Intanto Schmidt continua ad uscire con Cece ed Elizabeth alternando gli appuntamenti in modo da poter vedere entrambe. Così invita Cece a una festa coi colleghi di ufficio, ma poco dopo una collega di Schmidt invita Elizabeth allo stesso party, lasciando il ragazzo in seri problemi. Fingendo un gioco di ruolo, Schmidt, riesce a cavarsela con entrambe. Nel frattempo Winston dichiara alla sua nuova ragazza, Daisy, che vorrebbe intraprendere con lei una relazione seria, ma proprio in quel momento scopre che lei lo tradisce. Così, senza sollevare questioni, torna a casa prendendo il gatto della ragazza.

## Uscita di gruppo
- Titolo originale: Double Date
- Diretto da: Max Winkler
- Scritto da: Luvh Rakhe

### Trama
Cece confessa a Jess e Nick di trovare strano il recente comportamento di Schmidt, arrivando a pensare che il ragazzo si stia drogando. Nick chiede allora spiegazioni all'amico: Schmidt è costretto a confessare il triangolo in cui ha coinvolto le due inconsapevoli ragazze. Nick, sulle furie, non vuole però coinvolgere Jess nella vicenda. Nel frattempo Winston tenta di prenotare un tavolo per una cena coi suoi amici al ristorante, con risultati non proprio ottimali. Quando Cece, Schmidt, Jess e Nick arrivano al ristorante però, Schmidt confessa a Cece di averla tradita con Elizabeth e finisce per essere piantato dalla ragazza. Poco dopo è la volta di Elizabeth che, avvertita da Cece dell'accaduto, si presenta al portone di Schmidt solo per restituirgli una torta alla marmellata in piena faccia.

## Capitano
- Titolo originale: The Captain
- Diretto da: Fred Goss
- Scritto da: J.J. Philbin

### Trama
Schmidt, rimasto solo dopo essere stato scaricato da entrambe le ragazze con cui faceva il doppio gioco, non riesce ad affrontare la propria nuova condizione di single. Nell'appartamento Jess e Nick continuano la loro spensierata relazione, ma Schmidt cerca di sabotare la loro nuova storia d'amore, facendo pressione sui loro "punti deboli". Riesce così a far entrare in crisi i due innamorati. Ma in conclusione Nick riesce a sbloccarsi e ad aprirsi con Jess, chiarendo ogni disguido creato da Schmidt.

## Lo scatolone
- Titolo originale: The Box
- Diretto da: Andrew Fleming
- Scritto da: Rob Rosell

### Trama
Nick eredita 8000 dollari da suo padre e inizia a progettare stravaganti modi per spendere la somma, piuttosto che usarli per pagare i suoi debiti. Winston ne approfitta della situazione ricordando a Nick di restituirgli i soldi anticipati tempo prima, ma i due finiscono per litigare. Intanto Jess scopre lo scatolone contenente le bollette scadute di Nick. Preoccupata, a insaputa del ragazzo salda tutti i debiti col denaro appena arrivato. Tuttavia Nick non tarda a scoprirlo e litiga con Jess, ma lei gli spiega che vorrebbe soltanto che lui diventasse una persona responsabile. Schmidt, d'altra parte, continua ad avere i sensi di colpa per aver fatto soffrire Cece e Elizabeth. Così, preoccupandosi di chiedere a tutti se è un bravo ragazzo, finisce per diventare quasi involontariamente un eroe, salvando uno sconosciuto sul ciglio di una strada. Nick infine capisce di aver sbagliato: orgoglioso, apre il suo primo conto in banca.
- Guest star: Steve Agee (Dave), Jon Lovitz (rabbino Feiglin), Kimrie Lewis (Keysha), Jillian Armenante (Eileen), Derek Waters (Mike il messaggero), James Wellington (Gordon)

## Il mio amico Michael
- Titolo originale: Keaton
- Diretto da: David Katzenberg
- Scritto da: Dave Finkel e Brett Baer

### Trama
Jess decide di organizzare una festa per Halloween per riavvicinarsi a Cece, promettendole che Schmidt non parteciperà alla festa. Intanto Schmidt è pesantemente sprofondato in una depressione cronica. Il veder l'amico ingurgitare maionese direttamente dal tubetto convince Jess, Nick e Winston sull'urgenza di un tentativo di salvataggio dall'esterno. I tre coinquilini gli mandano delle mail fingendo di essere il suo idolo d'infanzia, Michael Keaton. Lo stratagemma sembra funzionare fino a quando Schmidt li scopre a loro insaputa. Così, per vendicarsi, decide di presentarsi alla festa e coglie l'occasione per svelare ai suoi coinquilini di averli scoperti. Nick cerca di farsi perdonare, ma Schmidt capisce che l'unica cosa di cui ha bisogno per il momento è stare da solo, così si trasferisce in un piccolo appartamento di fronte al loft.

## Strip club
- Titolo originale: Coach
- Diretto da: Russ T. Alsobrook
- Scritto da: David Feeney e Camilla Blackett

### Trama
Coach, un vecchio coinquilino dei ragazzi, fa il suo ritorno nell'appartamento e decide di invitare Nick, Schmidt e Winston a festeggiare in uno strip club. Jess non è d'accordo e per far ingelosire Nick finge di provarci con un ragazzo conosciuto al bar insieme a Cece.
Intanto Cece capisce che Jess sta esagerando quando apprende che lei ha invitato questo ragazzo nel suo loft. Il comportamento di Jess viene frainteso dal ragazzo che si presenta mezzo nudo nel suo letto. Quando Nick arriva a casa, riesce finalmente a cacciare dal letto di Jess lo sconosciuto, che si era intanto denudato tra le lenzuola, esortando le ragazze a raggiungerlo.

## Cena cinese
- Titolo originale: Menus
- Diretto da: Trent O'Donnell
- Scritto da: Matt Fusfeld, Alex Cuthbertson e Camilla Blackett

### Trama
Coach nota che Nick non ha una dieta equilibrata e gli promette di allenarlo per un giorno per rimetterlo perfettamente in forma. Intanto Jess ha un piano per far risparmiare soldi alla scuola e mandare i ragazzi in gita, ma il preside non sembra d'accordo. Da quando Schmidt si è trasferito, comincia a sentirsi solo. Così regala ai suoi ormai ex coinquilini una chiave di riserva del suo appartamento. Sentendosi escluso dalla vita dei suoi amici, regala loro quella che lui dice di essere una sveglia, ma Nick si accorge subito che in realtà la "sveglia" è una telecamera e la restituisce a Schmidt ricordandogli che è stato lui ad andare via di casa. Infine Jess riesce a trovare il modo per mandare i suoi alunni in gita e regala a Schmidt la copia della chiave del loro loft.

## La notte più lunga
- Titolo originale: Longest Night Ever
- Diretto da: Nicholas Jasenovec
- Scritto da: Ryan Koh e Camilla Blackett

### Trama
Coach chiede a Schmidt se può uscire con Cece, sperando che per l'amico non sia un problema. Schmidt, fingendo di aver dimenticato la sua ex ragazza, gli dà il suo consenso anche se in realtà Jess e Nick capiscono che Schmidt è geloso e decidono di tenerlo occupato per impedirgli di rovinare l'appuntamento. Intanto Winston smarrisce il suo amato gatto e scopre che a ritrovarlo è una donna, Bertie, di cui Winston è subito incredibilmente attratto. Nel frattempo Schmidt impazzisce all'idea che Coach è insieme a Cece, così Jess lo porta al bar per farlo distrarre, ma lui trova il modo di scappare. Jess lo rincorre cercando di farlo ragionare e riesce a riportarlo a casa dove vedono Coach e Cece che si stanno baciando. Schmidt ammette che gli manca ancora la sua ex, ma promette che prima o poi la dimenticherà.
- Guest star: Jessica Chaffin (Bertie)

## Il giorno del ringraziamento 3
- Titolo originale: Thanksgiving III
- Diretto da: Max Winkler
- Scritto da: Josh Malmuth

### Trama
Per provare a Coach che non ha perso la propria mascolinità pur uscendo con Jess, Nick decide di trascorrere il Ringraziamento andando in campeggio nella natura selvaggia. Una volta arrivati sul posto, Schmidt scopre che tra gli invitati c'è anche Cece e comincia a sentirsi a disagio. Intanto i ragazzi si sfidano per cacciare in mezzo alla natura, ma Schmidt rimane ferito dalla trappola che lui stesso ha costruito. Nel frattempo Winston e Cece, che odiano il campeggio, convincono Jess per andare a comprare il cibo al supermercato acquistando solo frutta e verdura, ma Nick li scopre e rimane deluso da loro. Per farsi perdonare, Jess assaggia il pesce pescato da Nick che scopre essere infetto quando comincia a sentirsi male. Alla fine i ragazzi trascorrono il giorno del Ringraziamento in ospedale mangiando snack e bibite tutti insieme.

## La prima volta che...
- Titolo originale: Clavado En Un Bar
- Diretto da: Eric Appel
- Scritto da: Berkley Johnson

### Trama
A Jess viene offerto un lavoro in un museo, ma ha solo 20 minuti per accettarlo. Winston, Schmidt, Coach, Nick e Cece le racconteranno le loro scelte di vita per aiutarla a decidere per il meglio. Alla fine della puntata Jess rifiuterà il lavoro.

## Basketsball
- Titolo originale: Basketsball
- Diretto da: Lorene Scafaria
- Scritto da: Rebecca Addelman e Camilla Blackett

### Trama
Jess, delusa dal non essere considerata un'amica da Coach, decide di voler approfondire il rapporto con il nuovo coinquilino. Data la grande passione di Coach per il basket, Jess si finge fan sfegatata dei Pistons, la squadra del cuore dell'amico. La speranza è quella che le ore passate insieme a urlare contro lo schermo della televisione con una birra alla mano riescano a far nascere in Coach un sentimento di amicizia. I piani sembrano però non funzionare e Jess non può fingere in eterno di amare il basket perché in realtà considera noioso lo sport. Intanto Schmidt viene affiancato al lavoro da un collega anziano con cui entrerà in competizione per ottenere una promozione. Alla riunione in cui il collega sta presentando un progetto, Schmidt mette a disposizione un computer e delle slide. Il vecchio, in seria difficoltà, simula un attacco cardiaco e lascia il posto a Schmidt.

## Compleanno al cinema
- Titolo originale: Birthday
- Diretto da: Richie Keen
- Scritto da: Kim Rosenstock

### Trama
Jess, che ha sempre avuto alte aspettative sul giorno del compleanno, è rimasta sempre delusa in passato dalle feste a sorpresa organizzate da amici e parenti. Così, la ragazza è solita trascorrere in solitudine il suo compleanno al cinema. Malgrado sia il primo compleanno di Jess passato assieme a Nick, la ragazza non nutre grandi speranze sul fatto che il fidanzato riesca ad organizzarle un party esemplare. Al contrario, Nick ha ingaggiato tutta la band di amici, Schmidt, Winston, Coach e Cece, nel tentativo di organizzare un compleanno a sorpresa indimenticabile per la sera. Nel frattempo però dimentica come far distrarre Jess durante tutta la giornata del compleanno in attesa dell'inizio della festa e comincia a improvvisare, ma Jess se ne accorge e sconfortata dall'aver passato la giornata di compleanno più noiosa della sua vita assieme a Nick, si rifugia in lacrime al cinema. Finalmente però, al buio della sala cinematografica, viene proiettato un video strappalacrime contenente tutti gli auguri delle persone care a Jess. Amici, parenti e colleghi mandano a sorpresa un abbraccio alla ragazza. Improvvisamente, gli spettatori della sala si scoprono essere il gruppo di amici di Jess: il tutto è stato organizzato da Nick che voleva rendere la sua fidanzata il più felice possibile nel giorno possibile e ci è riuscito, perché Jess arriva addirittura a piangere di gioia dicendogli che nessuno aveva mai fatto una cosa così bella per lei.

## A casa di Prince
- Titolo originale: Prince
- Diretto da: Fred Goss
- Scritto da: David Feeney e Rob Rosell

### Trama
Jess e Cece vengono quasi investite da un'automobile. Per scusarsi, il conducente le invita ad un party organizzato dal proprio capo, che si rivela essere il noto cantante Prince. Mentre le ragazze si preparano per la festa, Schmidt, Winston, Nick e Coach, morendo di invidia perché non possono partecipare all'evento, cercano un modo per imbucarsi alla festa. La situazione diventa estremamente imbarazzante all'improvviso, quando Jess e Cece salgono sulla limousine che le dovrebbe portare alla festa: Nick, ammaliato dalla bellezza della propria fidanzata, le dice tranquillamente il primo "Ti amo", salvo poi pentirsi subito di essersi esposto così tanto. Jess, nel panico, risponde facendo le pistole con le dita verso Nick, in segno di intesa. Così, mentre le due ragazze sono già alla festa, Winston, Coach, Nick e Schmidt si imbucano all'evento di straforo, per rimediare alla brutta figura di Nick. Jess incontra Nick. Imbarazzata, la ragazza tenta senza successo di dichiarare il proprio amore al fidanzato: sfortunatamente, un attacco d'ansia la fa cadere a terra pesantemente. Una volta ripresa, Jess viene di nuovo lasciata sola con Nick, perché chiarisca la situazione. Dal nulla spunta però Prince in persona che, aggiornato sulla situazione che si è venuta a creare tra i due ragazzi, decide di parlare da solo con Jess. Il magico potere di Prince serve a dare a Jess la forza di dire infine "Ti amo" a Nick.

## Amore e amicizia
- Titolo originale: Exes
- Diretto da: Alex Hardcastle
- Scritto da: Nina Pedrad

### Trama
Nick incontra la sua ex, Caroline, mentre è con Jess a fare la spesa e non riesce a parlarci. Jess insiste dicendo che dovrebbero chiarirsi e rimanere amici. Nick e gli altri ragazzi in casa sostengono che si rimanga amici delle ex solo per potersele riportare a letto. Jess invece è convinta che si possa rimanere amici anche dopo una storia. Nick parla con Caroline, su consiglio di Jess, nascondendogli però di essere fidanzato con quest'ultima. L'ex di Nick però dà in escandescenza ed è convinta di essere stata tradita: il ragazzo allora si fa coraggio e le dice di non averla mai tradita, ma di averla lasciata e di non essere andato a vivere con lei perché all’epoca era già innamorato si Jess, anzi lo è stato dal momento stesso in cui lei ha varcato la soglia del loft. Parallelamente alla storia, Schmidt ha terminato di arredare il suo loft, e invita Coach e Winston a comportarsi come se fossero a casa propria, dando loro le chiavi. Ma questi lo prenderanno troppo alla lettera, e proprio quando Schmidt riuscirà a rimorchiare, non riuscirà a concludere perché nel suo loft c'è troppa gente.

## Una sorella ingombrante
- Titolo originale: Sister
- Diretto da: Max Winkler
- Scritto da: Matt Fusfeld e Alex Cuthbertson

### Trama
Jess riceve una telefonata da sua madre per chiedere alla ragazza di andare a prendere sua sorella Abby, che è finita in prigione e rispedirla sul primo aereo per tornare a casa. Nick vuole conoscerla, ma Jess inventa parecchie scuse perché si vergogna di lei. Approfittando dell'assenza di Nick, che è stato trascinato da Schmidt a un bar mitzvah per far rimorchiare quest'ultimo, Jess va alla ricerca della sorella. Prima di rispedire la sorella a casa, racconta una bugia a Nick dicendole che Abby doveva partire con urgenza. Ma lui capisce che Jess gli sta mentendo e comincia a pensare che non vuole farlo incontrare con Abby perché si vergogna di lui. Coach e Cece, si trovano coinvolti in un appuntamento, che però sembra confermare il fatto che i due ragazzi non siano compatibili, se non per un rapporto di sola amicizia. Alla fine Nick e Jess si chiariscono e Abby diventa la nuova coinquilina "temporanea".

## Un appartamento per Abby
- Titolo originale: Sister II
- Diretto da: Bill Purple
- Scritto da: Ryan Koh e Luvh Rakhe

### Trama
L'arrivo di Abby sconvolge le vite dei ragazzi, ma nonostante questo lei dichiara di volersi trasferire nel loft dei ragazzi. Jess, sconvolta dall'intenzione della sorella, escogita un modo per dissuadere la ragazza. Decidendo di utilizzare il metodo della psicologia inversa, Jess si mette a cercare un appartamento ideale per Abby, avendo intenzione di indurla ad optare per quello in maniera subdola e indiretta. Ovviamente i piani saltano: Nick, che dovrebbe farle da baby sitter per non farle creare guai, non riesce a tenere sotto controllo Abby. Ci prova Schmidt, che si lascia però condizionare subito dalle proposte sessuali della ragazza. La situazione esplode a cena, quando Jess viene a scoprire che Nick ha svelato il piano segreto ad Abby. Ma la sorella, indispettita, decide di trasferirsi a casa di Schmidt.

## Prove di convivenza
- Titolo originale: Sister III
- Diretto da: Jay Chandrasekhar
- Scritto da: Camilla Blackett

### Trama
L'improbabile relazione tra Abby e Schmidt sembra sorprendentemente andare a gonfie vele, nonostante l'improvviso trasferimento della ragazza nell'appartamento del compagno. Jess, gelosa dell'apparentemente perfetto rapporto tra la sorella e Schmidt, decide che è arrivato il momento anche per lei e Nick di trasferirsi assieme. Nick accoglie Jess nella propria stanza, dissimulando però la propria preoccupazione. Arrivano però i problemi di coppia causati dalle bizzarre abitudini e comportamenti di Nick. Coach e Cece nel frattempo, diventati migliori amici, pedinano e spiano Abby, convinti che la ragazza possa riservare segreti che possano far soffrire Schmidt. Cece agisce in un misto di gelosia e apprensione verso l'ex fidanzato. Infine però, Abby decide di tornare a casa della madre.

## Licenziato
- Titolo originale: Fired Up
- Diretto da: Steve Welch
- Scritto da: Sophia Lear

### Trama
Jess trova una nuova occupazione per Coach nella scuola dove lavora anche lei, ma inizialmente lui dovrà superare il suo scetticismo iniziale verso i bambini per ammettere che li adora. Intanto Jess cerca di farsi notare dal preside per essere nominata come vicepreside. Sarà lo stesso Coach ad aiutare Jess a credere nelle proprie ambizioni e a spronarla, quindi, a chiedere il lavoro come vicepreside. Una volta ottenuto il ruolo, il preside comunica a Jess che bisogna fare dei tagli per mancanza di soldi nel bilancio scolastico, per cui è costretta a licenziare Coach. Entrambi entrano ben presto in disperazione: lei, perché si sente in colpa di aver licenziato un suo amico nonché un bravo insegnante e lui, perché in fondo si era subito affezionato ai suoi piccoli allievi imbranati. Alla fine i due riescono a spuntarla usando un po' di ingegno: Coach torna a torturare gli allievi e Jess dimostra di essere all'altezza del suo nuovo ruolo, prendendo la decisione giusta per la scuola che in parte dirige. Nel frattempo Schmidt, trovandosi al verde dopo aver viziato la sorella di Jess, decide di vendere alcuni dei suoi mobili nel garage, ma un ragazzo, curiosando tra le cose di Schmidt, cade rompendosi il braccio e gli fa causa. Nick si propone per essere il suo difensore e insieme a Winston riescono a vincere la causa. Intanto Cece è attratta da un ragazzo più giovane che ci prova con lei.

## Post sbornia
- Titolo originale: Mars Landing
- Diretto da: Lynn Shelton
- Scritto da: Josh Malmuth e Nina Pedrad

### Trama
Jess e Nick decidono all'improvviso di mettere un punto alla loro relazione capendo di essere troppo diversi: l'unica cosa che sembra accomunare i due pare essere il sentimento d'amore, ancora presente e non messo in discussione, che l'uno prova per l'altra e che però inizia a non bastare. La situazione esplode quando Jess inizia a parlare degli ipotetici futuri figli: il discorso, oltre a paralizzare dalla paura Nick, apre un dibattito acceso su importanti questioni come l'educazione e i valori stessi della vita. Nick è ancora immaturo, un bambino sognatore, mentre Jess è al contrario concreta e disillusa e vuole stabilità: i due decidono così di lasciarsi, capendo di non volere le stesse cose e di non essere pronti per iniziare una vita insieme e quindi di ritornare amici come prima anche perché sentono che la loro amicizia, ugualmente importante per loro, si stava perdendo all’interno delle pressioni dello stare in coppia e i due si mancano in quel senso.

## Grandi notizie
- Titolo originale: Big News
- Diretto da: Steven Tsuchida
- Scritto da: Berkley Johnson e Kim Rosenstock

### Trama
Winston è finalmente riuscito a entrare nell'accademia di polizia e per festeggiare questo giorno di gloria decide di organizzare una festa. Anche se Jess e Nick stanno attraversando un brutto periodo per la loro rottura, i due non vogliono rovinare la festa all'amico, riversando sul gruppo i loro problemi sentimentali. Mentre Winston, ignaro della tragedia in atto, si gode il proprio meritato momento di trionfo, gli altri amici vengono pian piano a conoscenza dello stato di agonia in cui sembra vivere l'ormai ex coppia. La situazione però inevitabilmente esplode alla sera, quando Jess visibilmente provata dall'alcol, confessa infine a Nick di star male per la rottura. Il ragazzo, che tutto il giorno aveva finto di stare bene si arrende all'evidenza: anche lui non sta vivendo con indifferenza la separazione. Winston, Coach, Cece e Schmidt tristi, assistono alla confessione di Nick. I due chiariscono continuando le loro vite separate in casa.

## Accompagnatori perfetti
- Titolo originale: Dance
- Diretto da: Trent O'Donnell
- Scritto da: Rebecca Addelman e Ryan Koh

### Trama
Jess decide di organizzare un ballo di fine anno nella scuola in cui lavora, ma la collaborazione dei suoi colleghi di lavoro non è delle migliori. Anche se lei si dà tanto da fare per la buona riuscita della serata, accadono una serie di inconvenienti e Jess comincia a sospettare che qualcuno voglia sabotarle la festa. Per gestire meglio la situazione nomina Nick, Schmidt, Winston e Coach come supervisori per tenere sotto controllo i ragazzi che si rivelano non essere all'altezza del compito, eccetto Coach. Alla fine si scopre che a rovinare i piani di Jess è un'alunna della scuola, ma lei la perdona e nonostante tutto la festa ha un buon fine.

## Tutti in crociera
- Titolo originale: Cruise
- Diretto da: Elizabeth Meriwether
- Scritto da: Luvh Rakhe e Rob Rosell

### Trama
Jess e Nick invitano i loro amici insieme a loro due su una crociera che avevano prenotato quando erano ancora insieme come una coppia. Mentre Coach cerca di sopprimere la sua paura delle barche, Schmidt tenta di riconquistare Cece. Durante il viaggio Schmidt escogita il modo migliore per confessare i suoi sentimenti a Cece ma, vendendola concentrata sulla sua nuova storia d'amore, decide di farsi da parte. Intanto Jess e Nick decidono comunque di sfruttare il pacchetto romantico della crociera che avevano acquistato e tra yoga, massaggi, foto e alcol, tra i due si crea una strana atmosfera che li riporta a quando erano fidanzati. Per un istante Nick è sul punto di baciare Jess, ma lei lo ferma subito e decidono di trascorrere il viaggio su due lati separati della nave. Winston si rende conto di quello che sta accadendo e, insieme all'aiuto degli altri, escogita un piano per cercare di ricucire il rapporto tra i due. Alla fine Nick e Jess riescono a parlarsi liberamente e rendersi conto di come sia difficile vivere col proprio ex. Dopo i chiarimenti promettono da quel momento in poi di godersi la vacanza normalmente, ma nel momento in cui stanno per uscire dalla cabina notano che la porta è bloccata. Tentando invano di chiamare la sicurezza, rimangono rinchiusi per 3 giorni in cabina fino a quando non arriverà qualcuno in loro soccorso.